# Вишеславський Гліб Анатолійович
Вишесла́вський Гліб Анатолійович (нар. 6 травня 1962, Київ) — український художник і  медіа-художник, мистецтвознавець, кандидат мистецтвознавства (2014), член Національної спілки художників України (1989), почесний член Національної спілки фотохудожників України (2018), Міжнародної спілки художників «Sztuka bez Granic»(2009), Краків. Представник  Нової хвилі.

Автор живописних та графічних творів, інсталяцій, ассамбляжів,  перформансів та енвайронментів. Засновник і головний редактор першого українського часопису з питань сучасного мистецтва « Terra Incognita» (1993—2001 рр.), головний редактор часопису Асоціації артгалерей України «Галерея» (2007—2010). Учасник 50-ї  Венеційської бієнале сучасного мистецтва (2003, МСМ Сараєво). Куратор галереї «Art 14», учасник багатьох мистецьких проектів, які демонструвалися у таких країнах: Україна, Франція, Швеція, Данія, Італія, Словаччина, Іспанія, Німеччина, Нідерланди, Польща та інших.
Твори представлені в Музеї сучасного мистецтва Ars Aevi Сараєво, в Художньому музеї м. Ментоні, Франція;  Національному художньому музеї України, Київ; Художніх музеях м. Суми, Запоріжжя та інших.

### Відзнаки
Лауреат асоціації «Мистецтво народів світу», Москва, Росія; 2002.
Медаль «Золота фортуна» Національної Академії наук України; 2019

## Життєпис і творчість

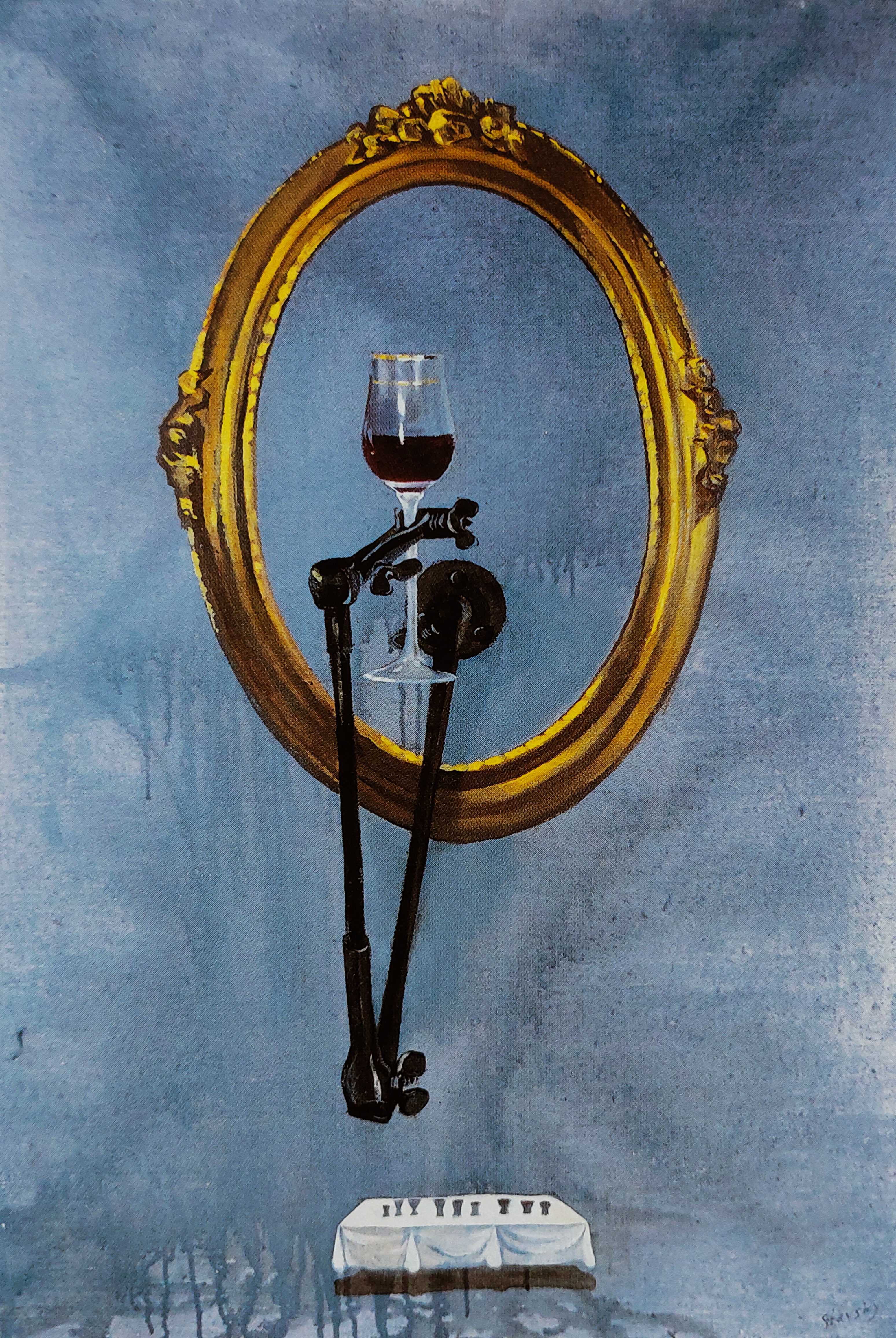
Г. Вишеславський. Мистецтво для мистецтва. П., о., 100х82. 2001

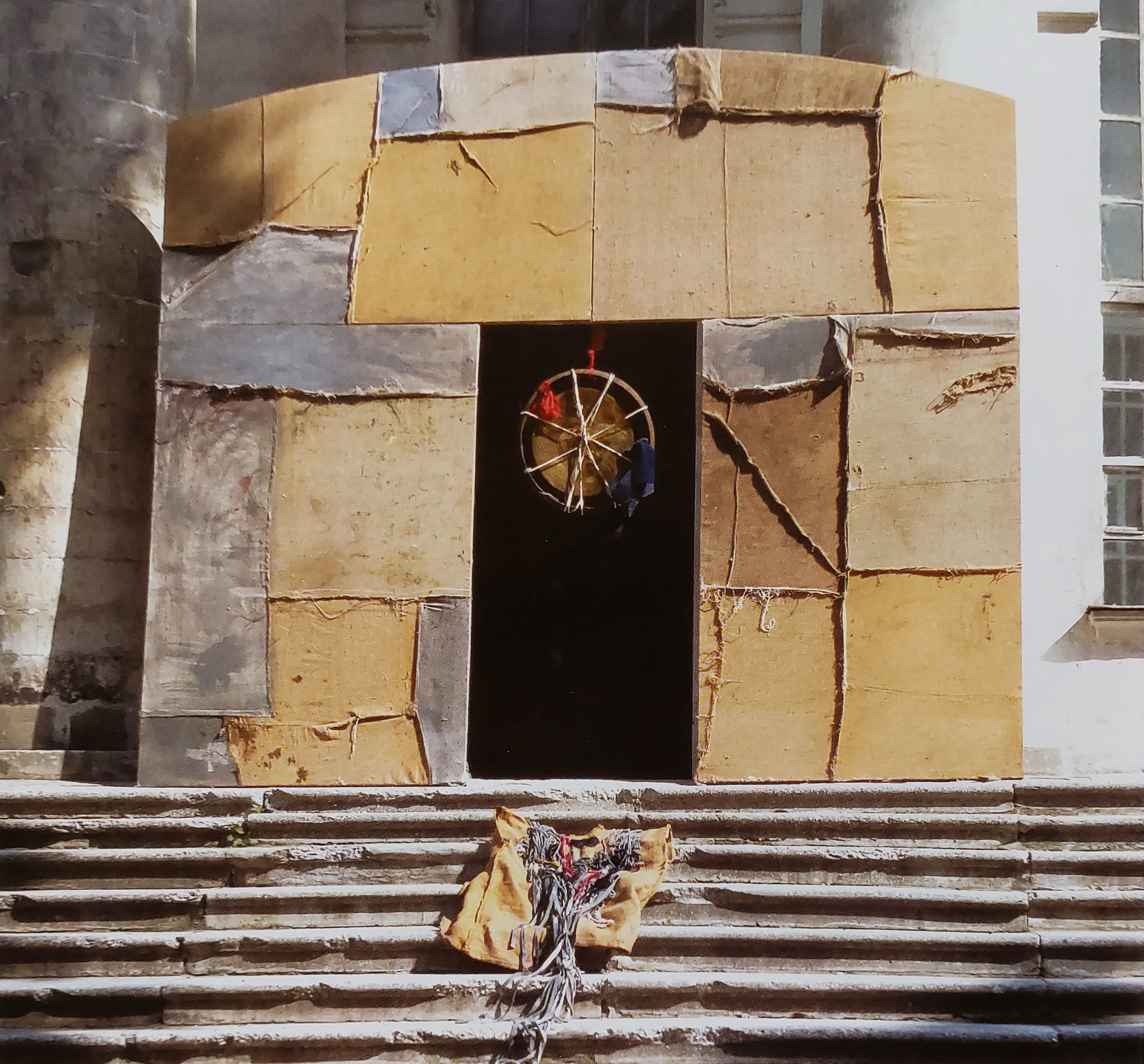
Г. Вишеславський. Ворота сонця. Арт об’єкт.1989

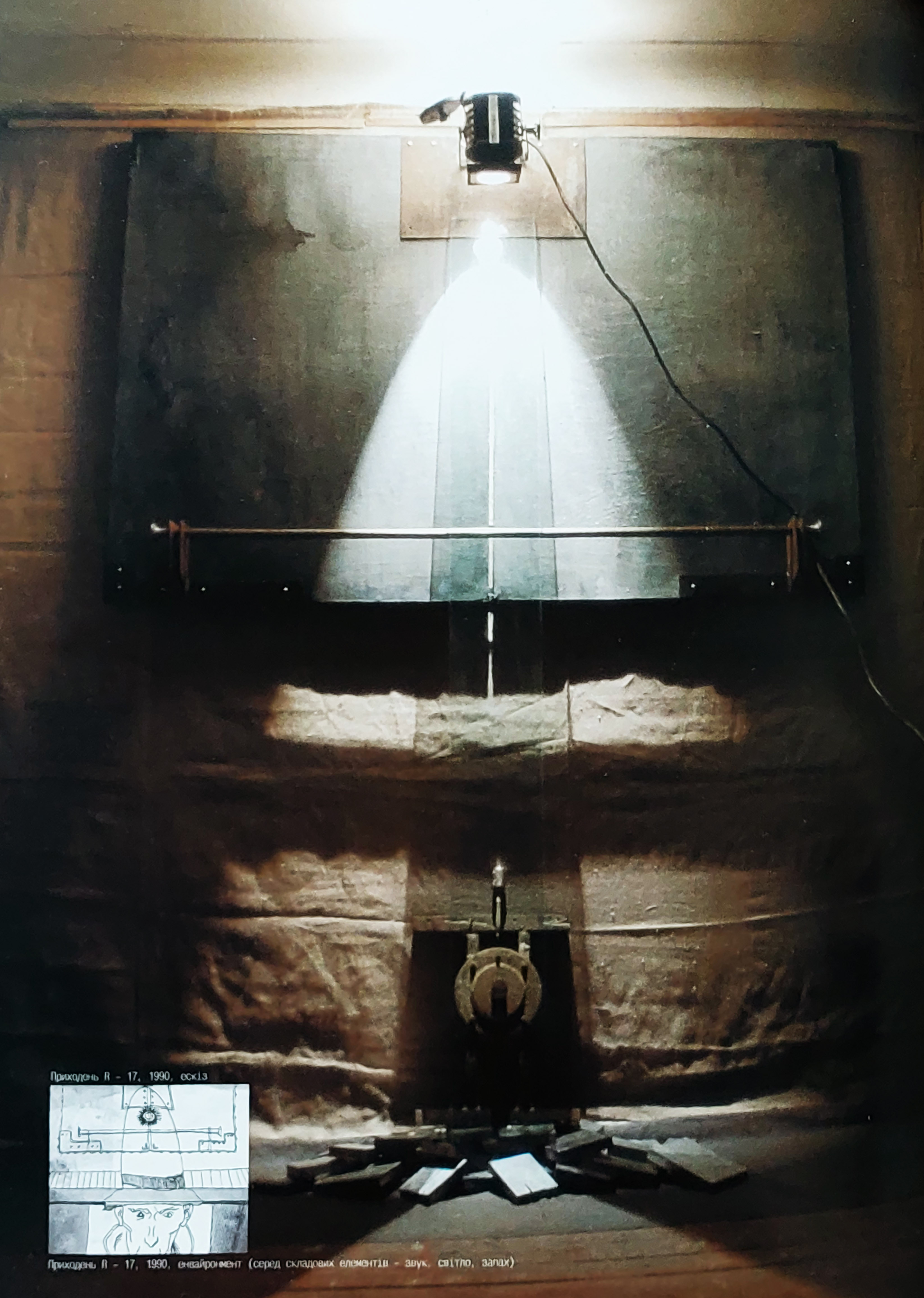
Г. Вишеславський. R -17. Арт об’єкт. 1990

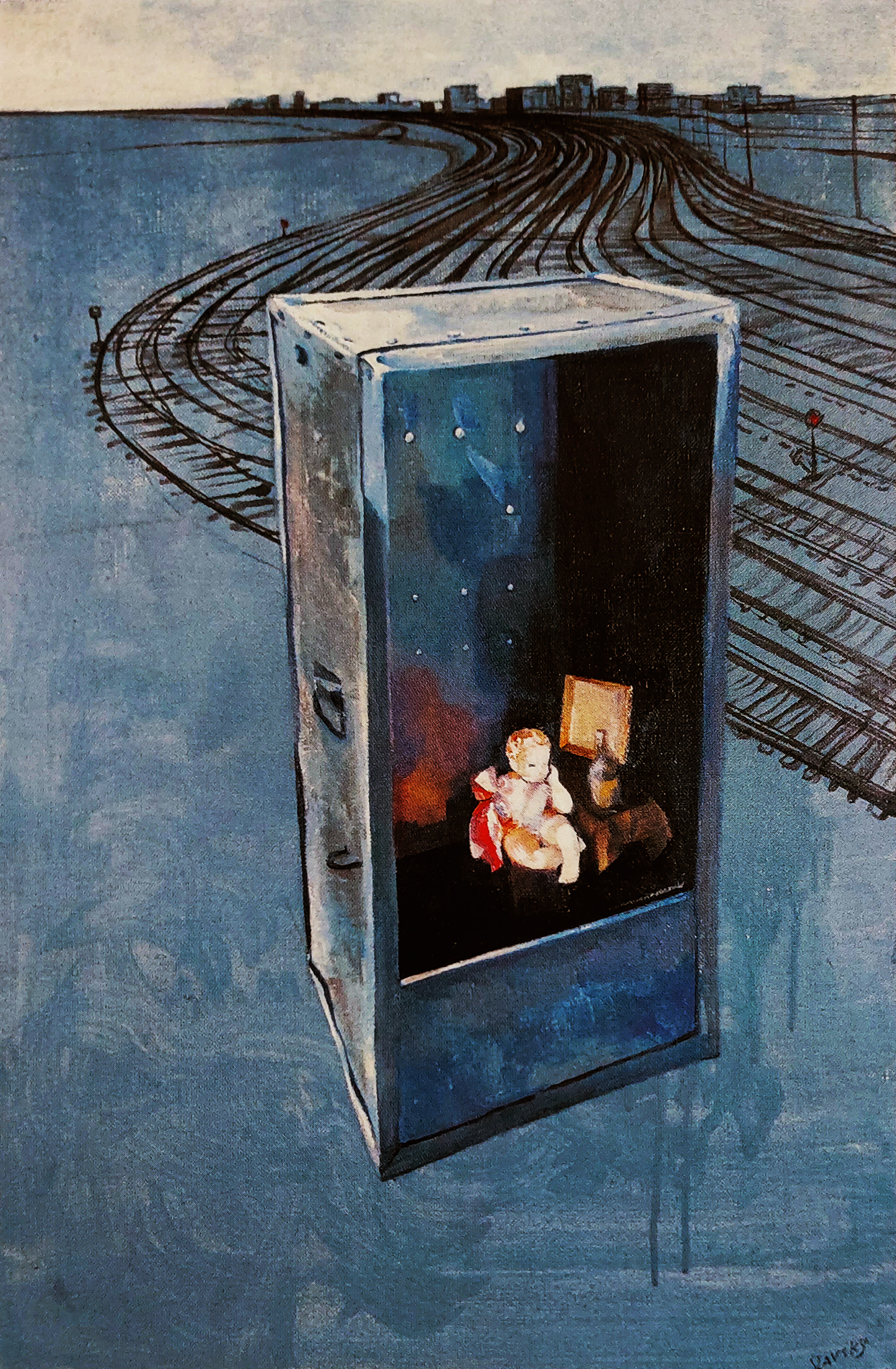
Г. Вишеславський. Притулок мистецтва. П., о., 100х82. 2001

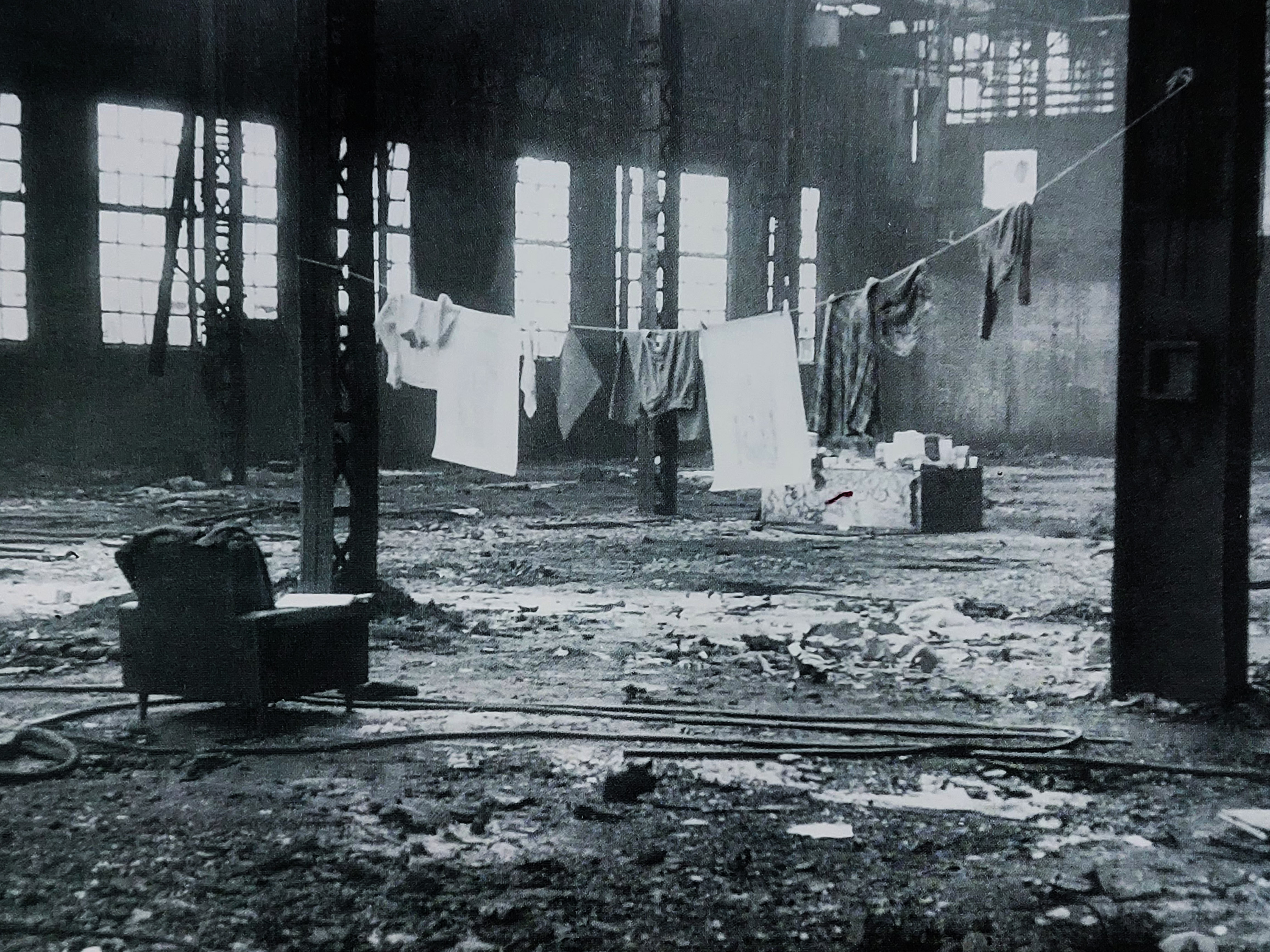
Г. Вишеславський. Арт енвайронмент.1993

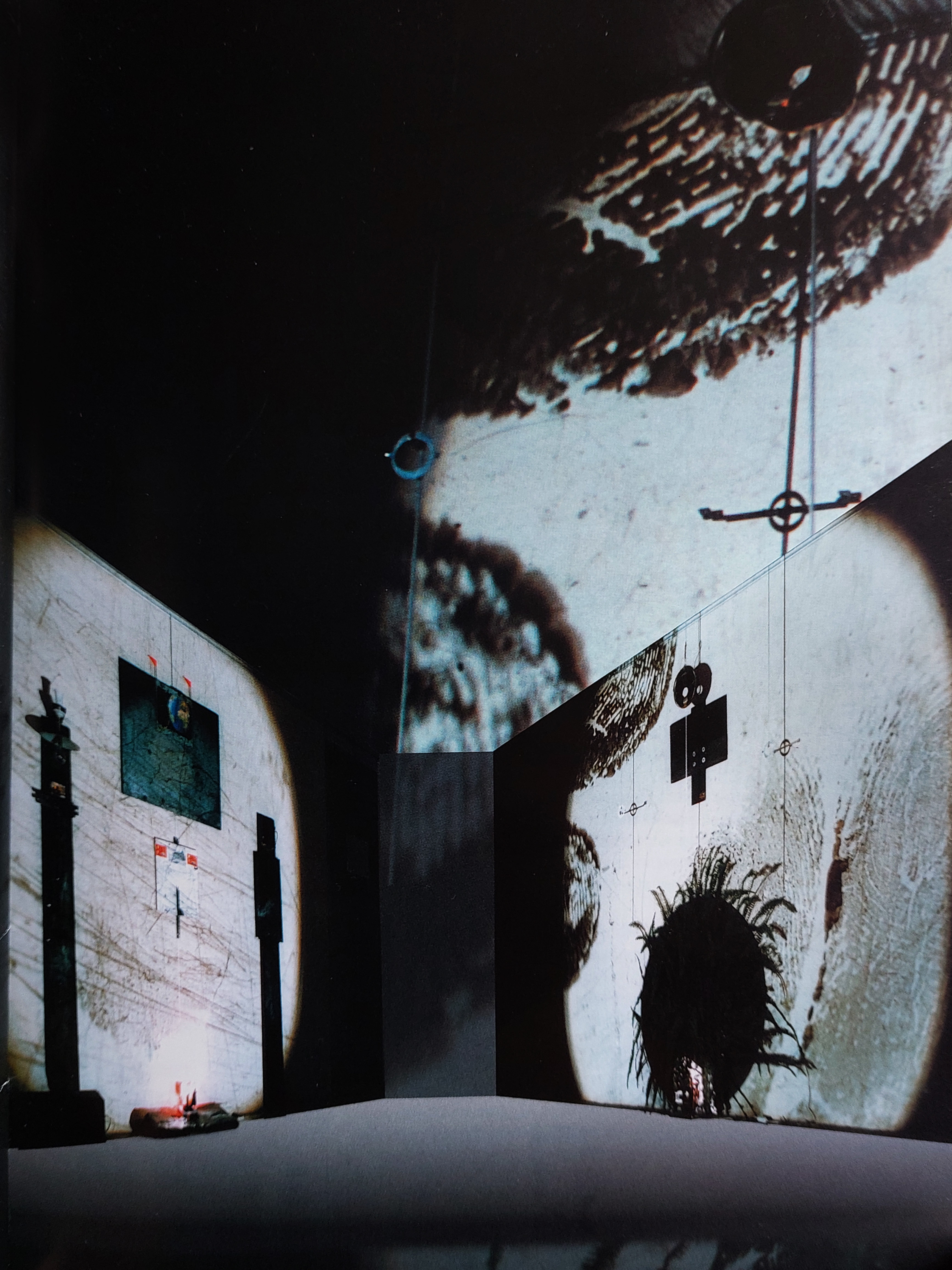
Г. Вишеславський. Присутність. Арт об’єкт. 1992

Гліб Вишеславський народився в Києві 06.05.1962. У Києві закінчив Республіканську художню школу (1980). Серед вчителів:  Ю. Золотов, Б. Литовченко, М. Вайнштейн..

Продовжував навчання у (Париж)і  —  Національній вищій школі красних мистецтв (1989—1993). Майстерня К. Болтанського, познайомився з С. Фошро, Ж. Леонардтом, С. Перротино, П. Рестани, Н. Шелковським та іншими відомими мистецтвознавцями. Пройшов стажування в фундації «Villa Arson» (Ніцца) в 1992 р. Навчався НАОМА у Києві (1993—1995, заочне, мистецтвознавство).

Під час  Перебудови став співзасновником об'єднання митців сучасного мистецтва «Клуб 1/1». Клуб «провів декілька виставок у Москві, Італії та Німеччині. Виставляли „сучасну архаїку“, <...>: Т. Азизова, О. Алексєєв, Т. Антошина-Машукова, О. Бєляєв, Г. Виноградов, А. Гарунов, Т. Добер, А. Литвин, Б. Мамонов, О. Петлюра, С. Пономарьов, К. Преображенський, А. Чернишов, О. Елмар.»

На зміну періоду зацікавленості архаїкою художник перейшов до творів, що акцентували на критиці перебільшеної ідеалізації техніки (проект «Навала», 1990). Досвід роботи з інсталяціями він поширив на енвайронменти: «Інсталяція   будується не лише з речей, а й з простору між ними… Але якщо  в композиції перевага віддається простору, то це вже енвайронмент…  Я відкрив для себе мову інсталяцій та енвайронменту як найбільш відповідну щодо втілення  власних задумів. Кожна річ оточена асоціаціями, історією. Якщо поруч з нею з’являється друга річ, вона привносить не лише свої асоціації, вона  впливає на зміст першої. Простір між ними також починає говорити. Це  дає змогу будувати з речей, а точніше з асоціацій  – художні образи,  змістовні фрази, а з останніх – художні образи.»

З 1986 р. брав участь у Молодіжних виставках Спілки Художників у Києві (КОНСХ), перших виставках «Совіарт». У 1988 р. взяв участь у роботі молодіжної групи "Седнів-88" та презентації її доробку разом із художниками: О. Бабак, М. Гейко, Р. Жук, П. Керестей, П. Маков, О. Ройтбурд, О. Сухоліт та ін. Починаючи з 1989 брав участь у виставках сучасного мистецтва в Парижі та Ніцці.

Особливість творчості Г. Вишеславського у поєднанні концептуального задуму з експресивними художніми засобами втілення художнього образу. 
 
У 1993 році Г. Вишеславський став засновником журналу «Terra incognita»  — приватного, незалежного, некомерційного часопису з питань теорії та практики сучасного візуального мистецтва (1993—2000, Київ), періодичністю 1-2 номери на рік. Часопис розповсюджувався в Україні (Києві, Львові, Одесі), частково у Франції, Канаді. Видання висвітлювало актуальні події в сучасному мистецтві, знайомлячи іноземців з українським мистецтвом, а також надавало українським читачам інформацію про сучасне мистецтво у світі. 

Працював директором муніципальної художньої галереї «Славутич», Київ (1995—1997). З 2003 року став науковим співробітником Інституту проблем сучасного мистецтва. Був учасником 50-го Венеційському бієнале сучасного мистецтва. На настуному, 51-у Венеційському бієнале (2005) був призначений членом експертної ради від України. Був головним редактором часопису «Галерея» (2007—2010).

У складі гурту «Контра Банда» (2006—2012) Г. Вишеславський створював разом із співзасновниками гурту А. Алабіною і В. Яковецем (Черкаси) енвайронменти у міському просторі та акції стріт-арту. Також гурт реалізував декілька виставок, які супроводжувалися перформансами у галереях Києва. Художники спрямовували свої зусилля на активний діалог з глядачем, залученням його до взаємодії з творами, застосовували різні медіа техніки. . Тенденцію, акцентовану на застосуванні цифрових технологій у мистецтві урбанізованої цивілізації, Гліб Вишеславський реалізував у складі групи «Г. В. Х.» (названої по перших буквах прізвищ художників Голуб, Вишеславський, Харченко). Проект цих митців «Цифрове подвір'я № 3» (куратори О. Голуб і  Ю. Круліковський)  демонструвався в Амстердамі ,Нідерланди (2008)

Г. Вишеславський, окрім активної виставкової діяльності, працював куратором виставкових та  проектів: був співзасновником Бієнале «Місяць фотографії в Києві» (2003 р.), виставки «10 років Інституту проблем сучасного мистецтва», працював разом із К. Борисенко над виставковою програмою та експозиціями мистецької галереї «ART 14» (2013—2020). Г. Вишеславський автор численних мистецтвознавчих досліджень і публікацій у спеціалізованих та масових виданнях, часописах Українське мистецтво, Образотворче мистецтво, Art Ukraine та ін.)

Одне з ґрунтовних видань, яке він, як теоретик створив у співавторстві з  О.Сидором-Гібелиндою — «Термінологія сучасного мистецтва» , що аналізує терміни характерні для вжитку в мистецьких колах України у 1980—1990-х роках.
Створив серію творів, присвячених Помаранчевій революції та  Революції гідності . Автор дослідження мистецтва 1980—1990-х років: «Contemporary art України від андеграунду до мейнстріму» Київ, ІПСМ НАМ України, 2020.

### Персональні виставки
- 1989 — Галерея «Дом-100», Москва.
- 1990 — Галерея «Арбат», Москва.
- 1990 — Виставочний зал асоціації «Cite des Arts», Париж.
- 1992 — Galleri de Maison France-Russe, Ніцца, Франція.
- 1993 — «Presence III», галерея «Нікою», Москва.
- 1997 — «Presence IV», Музей однієї вулиці, Київ.
- 2001 — «Back side», галерея «Совіарт», Київ.
- 2002 — «Clones»: галерея «Ірена», Київ; галерея «М. Кабаре», Ніцца, Франція.
- 2003 — «Південь — Північ», Французький культурний центр, Київ.
- 2004  — «За склом». Галерея «Ірена». Київ.
- 2005  — «Лани часу». Галерея «Ірена». Київ, Україна.
- 2005  — «Вода. Трава. Песок». Презентаційний зал фірми «Нарбутас», Київ, Україна.
- 2007 — Галерея «Ірена». Київ
- 2007 — «Літають», виставка у рамках міжнародного проекту «Караван». Самарканд.
- 2010 — «Вікна». Виставка живопису. Галерея «Ботега», Київ, Україна.
- 2011 — Виставка живопису. Бібліотека Академії банківської справи. Суми.
- 2013 — «Мрії про майбутнє». Галерея «АРТ 14». Київ. http://www.youtube.com/watch?v=adWJKkwUGBc

### Основні колективні виставки

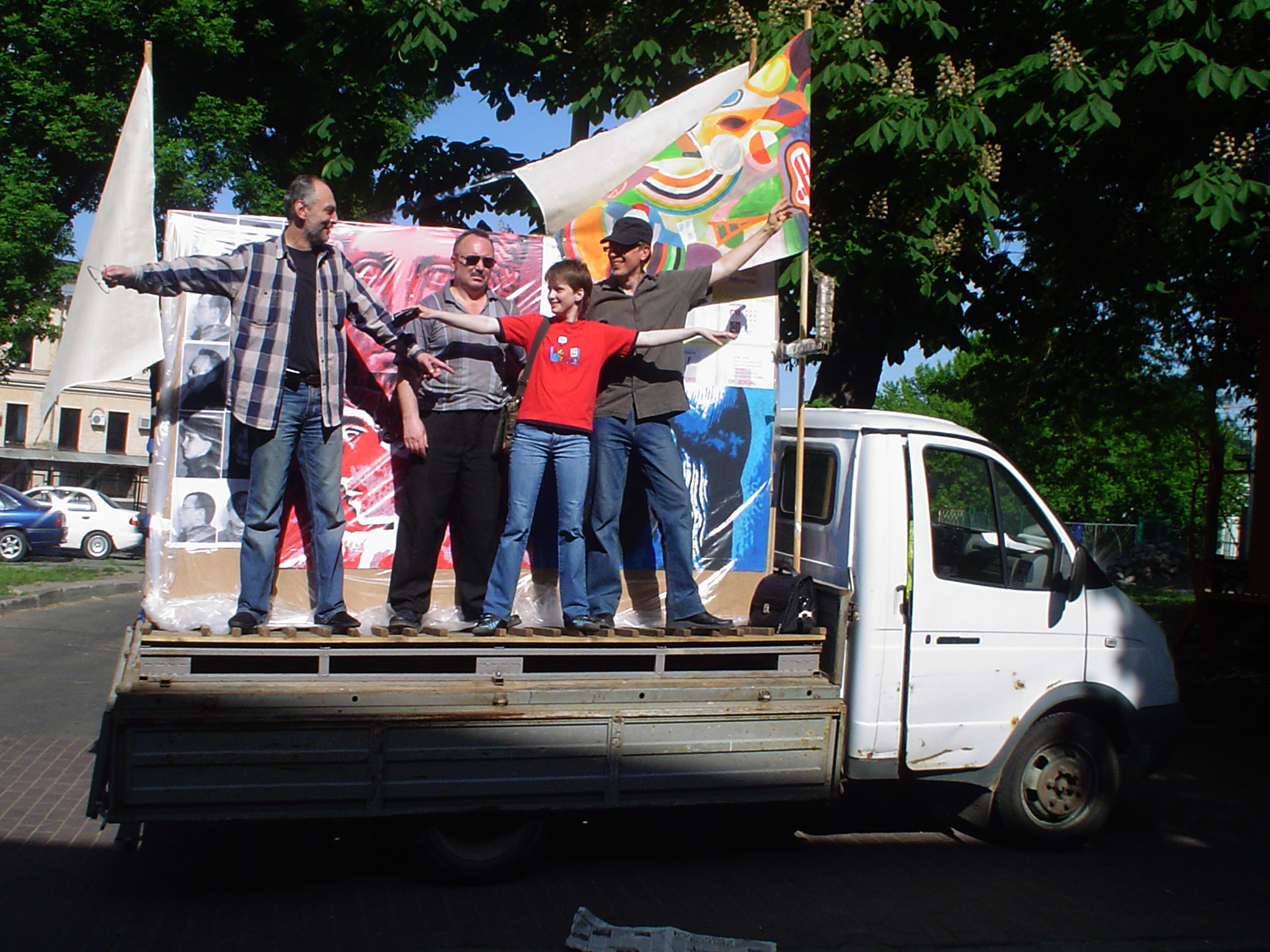
Г. Вишеславський (праворуч) з арт групою «Контра Банда». 2007

- 1981 — Республіканська виставка графіки. Центральний Будинок художника, Київ.
- 1983 — Весняна художня виставка. Манеж, Москва.
- 1985 — XIV Московська молодіжна виставка. Кузнецький міст, Москва.
- 1987 —Всесоюзна молодіжна виставка. Манеж, Москва.
- 1987 — Республіканська молодіжна виставка. Центральний Будинок художника, Київ.
- 1987 —«Київ — Таллінн», Політехнічний інститут, Київ.
- 1988 — «Седнів — 88», Центральний Будинок художника, Київ."Лабіринт", Центральний Будинок молоді, Москва.
- 1989 — «21 погляд», Мюнхен, Німеччина; Оденсе, Данія.
- 1990 —"Українське мистецтво 60-х — 80-х", Оденсе, Данія."Спалах", Будинок архітектора, Київ.

Galleri Alexandre, Париж. «Ukrainas Samtida Konst», Марвінсхольм, Швеція.
- 1991 — Ярмарок «Арт-МІФ», Московський художній ярмарок, Москва.
- 1992 — «Штиль», виставочний зал на вул. Горького, Київ."Triad — молоді митці Франції, Росії, Німеччини", Grassimuseum, Лейпциг, Німеччина."Московський романтизм", Центральний будинок художника, Москва.
- 1993 — Виставка в соборі Saint Germaine des Pres, Париж. «Два музеї», муніципальні зали у містах Рим, Чампіно, Вілетра.

«Степи Європи», Державний центр сучасного мистецтва, Варшава. «Paris-Nord», колишній завод «Citroen», Париж.
«L'art en Ukraine», Музей мистецтв, Тулуза, Франція. «Місцевий час», Москва. «3/3» Галерея «Світ-Л», Державний Планетарій, Київ
- 1994 — «Мистецькі імпресії», Галерея «Аліпій», Український дім, Київ. Бієнале сучасного українського мистецтва «Вільна зона», Одеса, Україна.
- 1995 — Музей «Київська фортеця», Київ.
- 1996 —"D.Art — NiceExpo", Palais d'Expositions, Ніцца, Франція.
- 1996 — «Laboratorium», Міжнародний симпозіум інсталяції, Кошице, Словаччина.
- 1996 —Container 96. ART across ocean. Копенгаген, Данія."Art Vision", державний музей українського образотворчого мистецтва, Київ.
- 1997 — BCN ART DIRECTE, Барселона, Іспанія."Сюрреалізм" галерея «А3», Москва. Виставка у галереї Бізнес-центру при посольстві Німеччини, Київ. Виставка на радіостанції «Супер- Нова», Київ.
- 1999 — Київський художній ярмарок артгалерей України. «Ковчег», державний музей українського образотворчого мистецтва, Київ.
- 2000 —Національний музей образотворчого мистецтва, Ментон, Франція.
- 2001 —Фестиваль медіа-арт. Сараєво. «Благородно лишь понимание…» Центральний Будинок художника, Київ. "Катакомби", Галерея «К-11», Київ. Фестиваль сучасного мистецтва. Галерея «Дзиґа». Львів. Галерея «Лавра». Київ.
- 2002 — Національний музей образотворчого мистецтва, Ментон, Франція. "Вбивча краса" Центральний Будинок художника, Київ.

Галерея Гельмана у Києві, Київ. Арт Москва. Галерея Гельмана. Москва. Фотобієнале «Місяць фотографії у Києві» Галерея «Совіарт», Київ.
- 2003 — 50 Венеційське бієнале. Експозиція Музею сучасного мистецтва м. Сараєво, Венеція, Італія.

Виставка сучасного мистецтва митців Середземномор'я. Ніцца, Франція.
- 2004 — «Перша колекція». Центральний Будинок художника. Київ. Доба романтизму", Центральний будинок художника, Київ., Варшава

«Кемп». Галерея «L-Art», Київ.
- 2005 — «Прощавай зброє», Арсенал, Київ. «Помаранчева хвиля», галерея «Ірена». Київ, Краків.
- 2006 — Виставка українських художників. Муніципальний зал Кракова, Польща.
- 2006 — «Бірючий 006».
- 2006 — Виставковий зал Спілки художників, Запоріжжя, Україна.
- 2006 —«Літня міграція». Галерея на Спаській, 45, Миколаїв, Україна.
- 2007 — «Чарівне-казкове» Галерея «Київ», Київ. «Мова», ЦСМ «Совіарт», Київ. «Контрабанда в Венецію», Галерея «Мистецький Курінь». Київ. «Мистецтво майбутнього», Перший міжнародний фестиваль соціальної скульптури. Київ
- 2008 — «DIGITAL YARD № 3/ ЦИФРОВЕ ПОДВІР'Я № 3», WG Kunst Gallery, Амстердам, Нідерланди,
- 2011 — 10 років Інституту проблем сучасного мистецтва, Київ
- 2012 — «Міський пейзаж». Галерея «Триптих», Київ, Україна. (сторінка на YouTube)
- 2012 — Комунікація XXI. Національний художній музей України. Київ. (сторінка на YouTube)
- 2022  — співкуратор і учасник міжнародної виставки «Ідентичність. Аспекти сучасної фотографії в Україні», Аполлонія, Страсбург, Франція.[11].
- 2025 — Міжнародний арт-ярмарок TRYST, Торранс Арт Музей, округ  Лос-Анджелеса ,  США,  у проєкті «Wartime-Lifetime» групи Open O’pen$ (О.Харч,   О. Голуб ,  А. Будник,   Г. Вишеславський, В. Харченко, Рене ван Кемпен)[12].